# 2000 BEST Off Course
『2000 BEST Off Course』（ミレニアム・ベスト・オフコース）は、2000年5月24日に発売されたオフコース通算50作目の非監修ベスト・アルバム。

## 解説
レコード会社主導によるベスト・アルバム。
収録曲、曲順は『オフコーススペシャル ⁄ 小田和正作品集』 と全く同じだが、『愛を止めないで』はシングル・ヴァージョン、「Yes-No」は『We are』収録のアルバム・ヴァージョン、「I LOVE YOU」は『I LOVE YOU』収録のアルバム・ヴァージョンに、それぞれ差し替えられている。

## 収録曲
| 全作詞・作曲: 小田和正、全編曲: オフコース (#8以外)、ストリングス編曲：小田和正 (#3、#13)、フリューゲルホルン：富樫要 (#14)。 |                                |          |            |      |
| # | タイトル                       | 作詞     | 作曲・編曲 | 時間 |
| 1. | 「愛の中へ」                   | 小田和正 | 小田和正   | 5:48 |
| 2. | 「僕等の時代」                 | 小田和正 | 小田和正   | 3:48 |
| 3. | 「思い出を盗んで」             | 小田和正 | 小田和正   | 3:54 |
| 4. | 「秋の気配」                   | 小田和正 | 小田和正   | 3:52 |
| 5. | 「夏の終り」                   | 小田和正 | 小田和正   | 3:46 |
| 6. | 「YES-YES-YES」                | 小田和正 | 小田和正   | 3:49 |
| 7. | 「愛を止めないで」             | 小田和正 | 小田和正   | 3:51 |
| 8. | 「生まれ来る子供たちのために」 | 小田和正 | 小田和正   | 4:54 |
| 9. | 「愛の唄」                     | 小田和正 | 小田和正   | 4:13 |
| 10. | 「思いのままに」               | 小田和正 | 小田和正   | 4:42 |
| 11. | 「めぐる季節」                 | 小田和正 | 小田和正   | 3:55 |
| 12. | 「ワインの匂い」               | 小田和正 | 小田和正   | 3:12 |
| 13. | 「言葉にできない」             | 小田和正 | 小田和正   | 6:22 |
| 14. | 「Yes-No」                     | 小田和正 | 小田和正   | 4:33 |
| 15. | 「さよなら」                   | 小田和正 | 小田和正   | 5:01 |
| 16. | 「I LOVE YOU」                 | 小田和正 | 小田和正   | 5:28 |
| 17. | 「きっと同じ」                 | 小田和正 | 小田和正   | 1:52 |
| 18. | 「歌を捧げて」                 | 小田和正 | 小田和正   | 3:13 |